# Lago Khar (Zavkhan)
El lago Khar o Khar Nuur (un caso claro de tautopónimo ya que «nuur», en mongol, es «lago») (en mongol: Хар-Ус нуур, que significa «lago Negro») es un lago de Asia Central, en la parte occidental de Mongolia, en  un valle en las montañas Jangai, al este de la depresión de los Grandes Lagos. Tiene una superficie de 84,5 km², un volumen de 1,654 km³, una profundidad máxima de 47 m y se encuentra a 1.980 m sobre el nivel del mar.
Administrativamente, pertenece al Aymag de Zavhan.

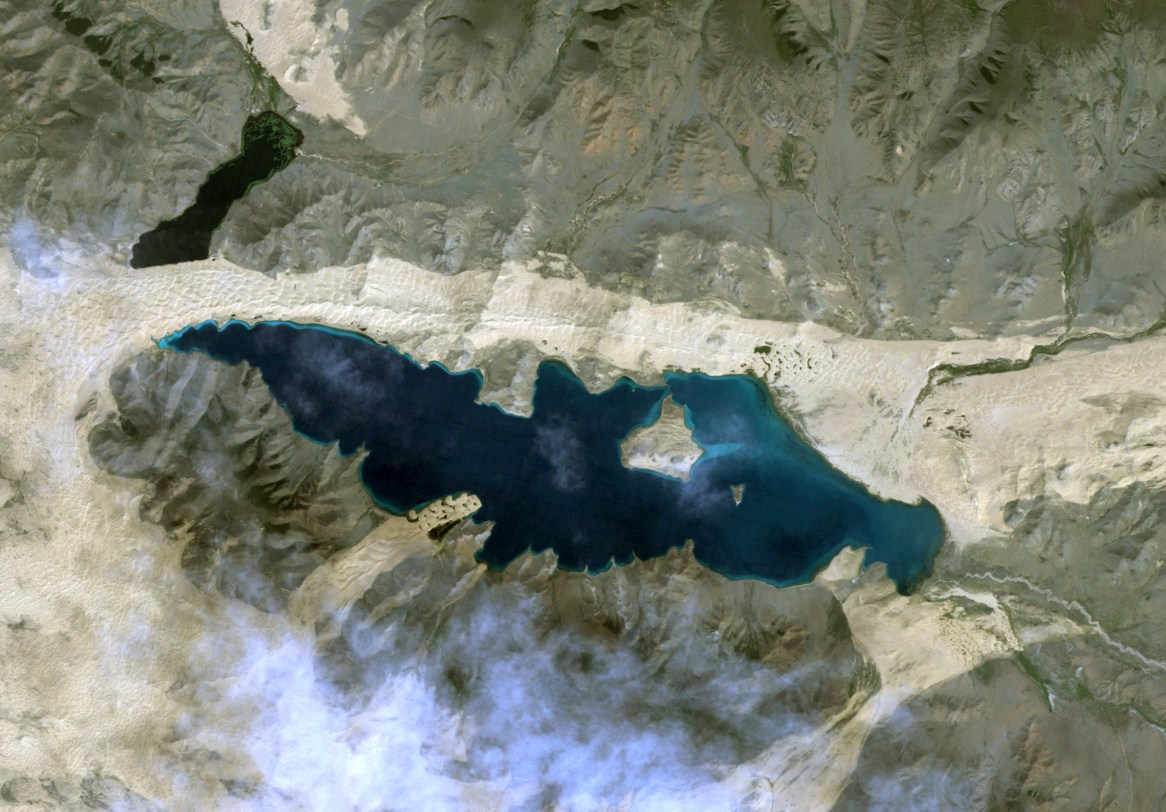
Imagen de satélite (Landsat 7, junio 2006)
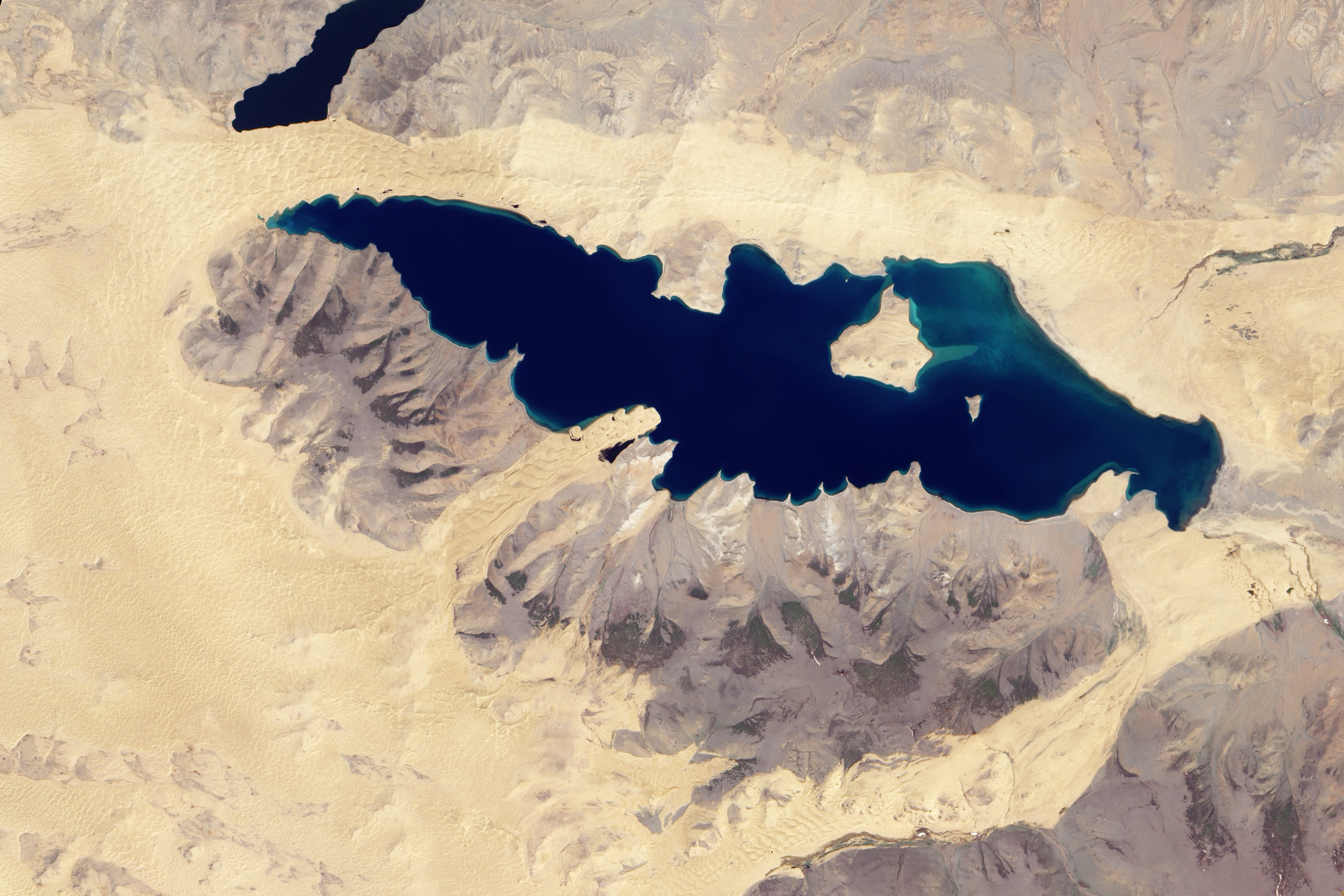
Imagen de satélite en color natural